# 内村TBS
『内村TBS』（うちむらてぃーびーえす）は、TBSで放送されていたバラエティ番組である。2011年から2012年にかけて3回放送された。

## 概要
かつてテレビ朝日系で放送された『内村プロデュース』の事実上の復活版であり、第1回の巻頭で内村がまたああいう番組やりたいんだとふかわりょうに相談するところから番組は開始した。番組タイトルである内村TBSの「TBS」とは、「TSUKKOMI」「BOKE」「SPECIALIST」の略であり、「Tokyo」「Broadcasting」「System」の略ではない。

## 出演者
司会
- 内村光良

アシスタント
- 第1回 ふかわりょう
- 第2回 鈴木あきえ
- 第3回 大島麻衣

## 放送日時
| 回数  | 放送日         | 日時          | 回答者ゲスト |
| ----- | -------------- | ------------- | --- |
| 第1回 | 2011年10月14日 | 24:20 - 25:50 | インパルス 、大久保佳代子（オアシズ）、オードリー、鬼ヶ島、狩野英孝 川島明（麒麟）、鈴木拓（ドランクドラゴン）、ハライチ、ビビる大木、鳥居みゆき、山根良顕（アンガールズ）、ロッチ ／菊地亜美・朝日奈央（アイドリング!!!）・Erina・小林さり・伊藤れいこ・ 吉川まりあ・大津琴子（アシスタントオーディション） |
| 第2回 | 2012年1月3日   | 23:40 - 24:40 | インパルス、大久保佳代子（オアシズ）、春日俊彰（オードリー）、狩野英孝 川島明（麒麟）、しずる、Wエンジン、柳原可奈子 |
| 第3回 | 2012年3月29日  | 24:26 - 25:26 | 板倉俊之（インパルス）、大久保佳代子（オアシズ）、オードリー、狩野英孝 川島明（麒麟）、澤部佑（ハライチ）、サンドウィッチマン、柳原可奈子／出川哲朗（VTR出演） |

## 備考
- 内村は第1回ではサングラスをしなかったが、第2回よりサングラスをかけて出演した。[1]
- 第1回でアシスタントオーディションをしたが第2回には登場しなかった。

## ネット局

### 第1回
| 放送対象地域   | 放送局                | 系列    | 放送日時                     | 遅れ日数   |
| -------------- | --------------------- | ------- | ---------------------------- | ---------- |
| 関東広域圏     | TBSテレビ（TBS）      | TBS系列 | 2011年10月14日 24:20 - 25:50 | 制作局     |
| 静岡県         | 静岡放送（SBS）       | TBS系列 | 2011年10月14日 24:20 - 25:50 | 同時ネット |
| 鹿児島県       | 南日本放送（MBC）     | TBS系列 | 2011年11月5日 15:24 - 16:54  | 22日遅れ   |
| 新潟県         | 新潟放送（BSN）       | TBS系列 | 2011年12月7日 24:20 - 25:50  | 54日遅れ   |
| 熊本県         | 熊本放送（RKK）       | TBS系列 | 2011年12月11日 14:00 - 15:30 | 58日遅れ   |
| 大分県         | 大分放送（OBS）       | TBS系列 | 2011年12月29日 23:40 - 25:10 | 76日遅れ   |
| 北海道         | 北海道放送（HBC）     | TBS系列 | 2012年3月10日 14:00 - 15:30  | 148日遅れ  |
| 愛媛県         | あいテレビ（ITV）     | TBS系列 | 2012年3月25日 14:00 - 15:30  | 163日遅れ  |
| 宮城県         | 東北放送（TBC）       | TBS系列 | 2012年4月2日 24:05 - 25:35   | 171日遅れ  |
| 中京広域圏     | 中部日本放送（CBC）   | TBS系列 | 2012年5月6日 13:24 - 15:00   | 205日遅れ  |
| 福島県         | テレビユー福島（TUF） | TBS系列 | 2012年6月9日 15:25 - 16:55   | 239日遅れ  |
| 岡山県・香川県 | 山陽放送（RSK）       | TBS系列 | 2012年6月30日 15:30 - 17:00  | 260日遅れ  |

### 第2回
| 放送対象地域 | 放送局                | 系列    | 放送日時                     | 遅れ日数   |
| ------------ | --------------------- | ------- | ---------------------------- | ---------- |
| 関東広域圏   | TBSテレビ（TBS）      | TBS系列 | 2012年1月3日 23:40 - 24:40   | 制作局     |
| 北海道       | 北海道放送（HBC）     | TBS系列 | 2012年1月3日 23:40 - 24:40   | 同時ネット |
| 山形県       | テレビユー山形（TUY） | TBS系列 | 2012年1月3日 23:40 - 24:40   | 同時ネット |
| 福島県       | テレビユー福島（TUF） | TBS系列 | 2012年1月3日 23:40 - 24:40   | 同時ネット |
| 長野県       | 信越放送（SBC）       | TBS系列 | 2012年1月3日 23:40 - 24:40   | 同時ネット |
| 石川県       | 北陸放送（MRO）       | TBS系列 | 2012年1月3日 23:40 - 24:40   | 同時ネット |
| 中京広域圏   | 中部日本放送（CBC）   | TBS系列 | 2012年1月3日 23:40 - 24:40   | 同時ネット |
| 山口県       | テレビ山口（tys）     | TBS系列 | 2012年1月3日 23:40 - 24:40   | 同時ネット |
| 熊本県       | 熊本放送（RKK）       | TBS系列 | 2012年1月3日 23:40 - 24:40   | 同時ネット |
| 大分県       | 大分放送（OBS）       | TBS系列 | 2012年1月3日 23:40 - 24:40   | 同時ネット |
| 沖縄県       | 琉球放送（RBC）       | TBS系列 | 2012年1月3日 23:40 - 24:40   | 同時ネット |
| 静岡県       | 静岡放送（SBS）       | TBS系列 | 2012年1月9日 23:50 - 24:50   | 6日遅れ    |
| 新潟県       | 新潟放送（BSN）       | TBS系列 | 2012年1月11日 24:45 - 25:45  | 8日遅れ    |
| 福岡県       | RKB毎日放送（RKB）    | TBS系列 | 2012年2月7日 24:55 - 25:55   | 35日遅れ   |
| 宮城県       | 東北放送（TBC）       | TBS系列 | 2012年12月19日 23:50 - 24:50 | 351日遅れ  |

### 第3回
| 放送対象地域   | 放送局                | 系列    | 放送日時                    | 遅れ日数   |
| -------------- | --------------------- | ------- | --------------------------- | ---------- |
| 関東広域圏     | TBSテレビ（TBS）      | TBS系列 | 2012年3月29日 24:26 - 25:26 | 制作局     |
| 山形県         | テレビユー山形（TUY） | TBS系列 | 2012年3月29日 24:26 - 25:26 | 同時ネット |
| 石川県         | 北陸放送（MRO）       | TBS系列 | 2012年4月3日 23:50 - 24:50  | 5日遅れ    |
| 中京広域圏     | 中部日本放送（CBC）   | TBS系列 | 2012年4月11日 24:20 - 25:25 | 13日遅れ   |
| 鹿児島県       | 南日本放送（MBC）     | TBS系列 | 2012年4月12日 24:37 - 25:37 | 14日遅れ   |
| 沖縄県         | 琉球放送（RBC）       | TBS系列 | 2012年4月23日 24:10 - 25:10 | 25日遅れ   |
| 北海道         | 北海道放送（HBC）     | TBS系列 | 2012年4月24日 24:20 - 25:20 | 26日遅れ   |
| 青森県         | 青森テレビ（ATV）     | TBS系列 | 2012年4月28日 13:00 - 14:00 | 30日遅れ   |
| 岡山県・香川県 | 山陽放送（RSK）       | TBS系列 | 2012年5月12日 14:00 - 15:00 | 44日遅れ   |
| 愛媛県         | あいテレビ（ITV）     | TBS系列 | 2012年5月27日 13:00 - 14:00 | 59日遅れ   |
| 山口県         | テレビ山口（tys）     | TBS系列 | 2012年6月23日 13:55 - 14:55 | 86日遅れ   |
| 広島県         | 中国放送（RCC）       | TBS系列 | 2012年7月11日 23:50 - 24:50 | 104日遅れ  |
| 大分県         | 大分放送（OBS）       | TBS系列 | 2012年8月19日 15:00 - 16:00 | 143日遅れ  |
| 福島県         | テレビユー福島（TUF） | TBS系列 | 2012年9月9日 15:00 - 16:00  | 164日遅れ  |
| 宮城県         | 東北放送（TBC）       | TBS系列 | 2013年1月1日 23:59 - 24:59  | 278日遅れ  |

## スタッフ

### 第3回現在
- ナレーター：服部伴蔵門
- 構成：そーたに、内村宏幸、yusaku、松田幸三（第2回 - ）、たかはC、竹村武司（第3回）、水野圭祐（第3回）、内藤英一（第3回）、石田雄二郎（第3回）
- 技術：スウィッシュジャパン[2]
- 美術：tac（第1・3回）
- メイク：大の木ひで
- スタイリスト：中谷東一
- CGデザイン：加藤ユキオ
- 編集：松沢章
- MA：元木綾美（第3回）
- 音効：福永真弓
- TK：草野麻里（第3回）
- 技術協力：ヌーベルポスプロセンター
- 企画協力：田村正裕（マセキ芸能社・第2回 - ）
- 編成：坂田栄治[3]（第2回 - ）
- AD：山本健太（第2回 - ）、三枝剛（第3回）、吉野裕二（第2回 - ）
- ディレクター：小林剛（第2回 - ）関谷司（第2回 - ）、犬飼義啓（第2回 - ）
- 演出：飯山直樹（第2回 - ）
- プロデューサー：菊野浩樹、大内登（第2回 - ）
- 制作協力：K-max（第2回 - ）
- 制作著作：TBS

### 過去のスタッフ
- カメラ：辻稔（第1・2回）
- 音声：牧野正義（第1・2回）
- 美術：森つねお（tac・第2回）
- MA：志村武浩（第1・2回）
- 編集：比留間映介（第1回）
- 編成：畠山渉（第1回）
- 技術協力：イマジカ（第1回）、プログレッソ（第1・2回）
- AD：猪谷有紀子（第2回）
- AP：渡部宗一（第2回）